# The Voice Kids (Frankrijk)
The Voice Kids is een Frans televisieprogramma dat sinds 23 augustus 2014 op TF1 wordt uitgezonden. De show is een variatie op The Voice waar kandidaten tussen de 6 en 15 jaar kunnen deelnemen. 

## Coaches
| Coaches         | Seizoen 1 | Seizoen 2 | Seizoen 3 | Seizoen 4 | Seizoen 5 | Seizoen 6 | Seizoen 7 | Seizoen 8 | Seizoen 9 | Seizoen 10 | Seizoen 11 |
| --------------- | --------- | --------- | --------- | --------- | --------- | --------- | --------- | --------- | --------- | ---------- | ---------- |
| Garou           |           |           |           |           |           |           |           |           |           |            |            |
| Louis Bertignac |           |           |           |           |           |           |           |           |           |            |            |
| Jenifer         |           |           |           |           |           |           |           |           |           |            |            |
| Patrick Fiori   |           |           |           |           |           |           |           |           |           |            |            |
| M. Pokora       |           |           |           |           |           |           |           |           |           |            |            |
| Amel Bent       |           |           |           |           |           |           |           |           |           |            |            |
| Soprano         |           |           |           |           |           |           |           |           |           |            |            |
| Kenji Girac     |           |           |           |           |           |           |           |           |           |            |            |
| Louane          |           |           |           |           |           |           |           |           |           |            |            |
| Julien Doré     |           |           |           |           |           |           |           |           |           |            |            |
| Nolwenn Leroy   |           |           |           |           |           |           |           |           |           |            |            |
| Slimane         |           |           |           |           |           |           |           |           |           |            |            |
| Claudio Capéo   |           |           |           |           |           |           |           |           |           |            |            |
| Lara Fabian     |           |           |           |           |           |           |           |           |           |            |            |
| Santa           |           |           |           |           |           |           |           |           |           |            |            |

## Overzicht
Seizoen 1 startte op 23 augustus 2014 met coaches Garou, Jenifer Bartoli en Louis Bertignac. In seizoen 2 vervoegde Patrick Flori bij de coaches al vervanging van Garou. In seizoen keerde Bertignac niet terug en werd vervangen door M. Pokora. In seizoen 4 keerden alle coaches terug. Vanaf seizoen 5 bestaat de coachessamenstelling uit 4 coaches; Amel Bent en Soprano zijn de nieuwe coaches als vervanging van Pokora. In seizoen 6 keerden alle coaches van het voorgande seizoen terug. In seizoen 7 werd Bent vervangen door Kenji Girac. Soprano en Jenifer keerden niet terug voor seizoen 8 en werden vervangen door Louane en Julien Doré. Louane en Doré stopten na 1 seizoen en werden in seizoen 9 vervangen door Nolwenn Leroy en Slimane. In 2024 zullen Lara Fabian en Claudio Capéo hun opwachting maken als nieuwe coaches. Ze vervangen Girac en Lorey. In 2025 werd bekendgemaakt dat enkel Patrick Flori zal terugkeren in seizoen 11 van de coaches van het voorgaande seizoen. Coaches Pokora en Soprano keren terug na 6 en 3 seizoenen onderbreking. Ze worden bijgestaan door nieuwe coach Santa.
| Seizoen | Start        | Einde        | Winnaar       | 2de                       | 3de                       | Winnende Coach | Presentatie   | Presentatie  | Coaches     | Coaches         | Coaches       | Coaches        |
| ------- | ------------ | ------------ | ------------- | ------------------------- | ------------------------- | -------------- | ------------- | ------------ | ----------- | --------------- | ------------- | -------------- |
| 1       | 23 aug 2014  | 20 sept 2014 | Carla G       | Nemo Shiffman             | Henri Bungert             | Jenifer        | Nikos Aliagas | Karine Ferri | Jenifer     | Louis Bertignac | Garou         | Geen 4de coach |
| 2       | 25 sept 2015 | 23 okt 2015  | Jane Costance | Lisandro Cuxi             | Léo                       | Patrick Fiori  | Nikos Aliagas | Karine Ferri | Jenifer     | Louis Bertignac | Patrick Fiori | Geen 4de coach |
| 3       | 27 aug 2016  | 8 okt 2016   | Manuela Diaz  | Lou                       | Evan                      | M. Pokora      | Nikos Aliagas | Karine Ferri | Jenifer     | M. Pokora       | Patrick Fiori | Geen 4de coach |
| 4       | 19 aug 2017  | 30 sept 2017 | Angelina      | Leelou                    | Betyssam                  | Patrick Fiori  | Nikos Aliagas | Karine Ferri | Jenifer     | M. Pokora       | Patrick Fiori | Geen 4de coach |
| 5       | 12 okt 2018  | 7 dec 2018   | Emma Cerchi   | Emonia                    | Lili                      | Jenifer        | Nikos Aliagas | Karine Ferri | Jenifer     | Amel Bent       | Patrick Fiori | Soprano        |
| 6       | 23 aug 2019  | 25 okt 2019  | Soan          | Nathei                    | Manon                     | Amel Bent      | Nikos Aliagas | Karine Ferri | Jenifer     | Amel Bent       | Patrick Fiori | Soprano        |
| 7       | 22 aug 2020  | 10 okt 2020  | Rébecca       | Abdellah                  | Naomi                     | Patrick Fiori  | Nikos Aliagas | Karine Ferri | Jenifer     | Kendji Girac    | Patrick Fiori | Soprano        |
| 8       | 20 aug 2022  | 8 okt 2022   | Raynaud       | Loghane, Sara, Sanaa      | Loghane, Sara, Sanaa      | Patrick Fiori  | Nikos Aliagas | Karine Ferri | Julien Doré | Kendji Girac    | Patrick Fiori | Louane         |
| 9       | 4 jul 2023   | 29 aug 2023  | Durel         | Lucie, Lou-Agathe, Ilyana | Lucie, Lou-Agathe, Ilyana | Slimane        | Nikos Aliagas | Karine Ferri | Slimane     | Kendji Girac    | Patrick Fiori | Nolwenn Lorey  |
| 10      | 17 aug 2024  | 5 okt 2024   | Tim           | Coline, Louis, April      | Coline, Louis, April      | Lara Fabian    | Nikos Aliagas | Karine Ferri | Slimane     | Lara Fabian     | Patrick Fiori | Claudio Capéo  |
| 1       | 2025         | 2025         |               |                           |                           |                | Nikos Aliagas | Karine Ferri | Santa       | M. Pokora       | Patrick Fiori | Soprano        |